# Площадь имени Карабаева

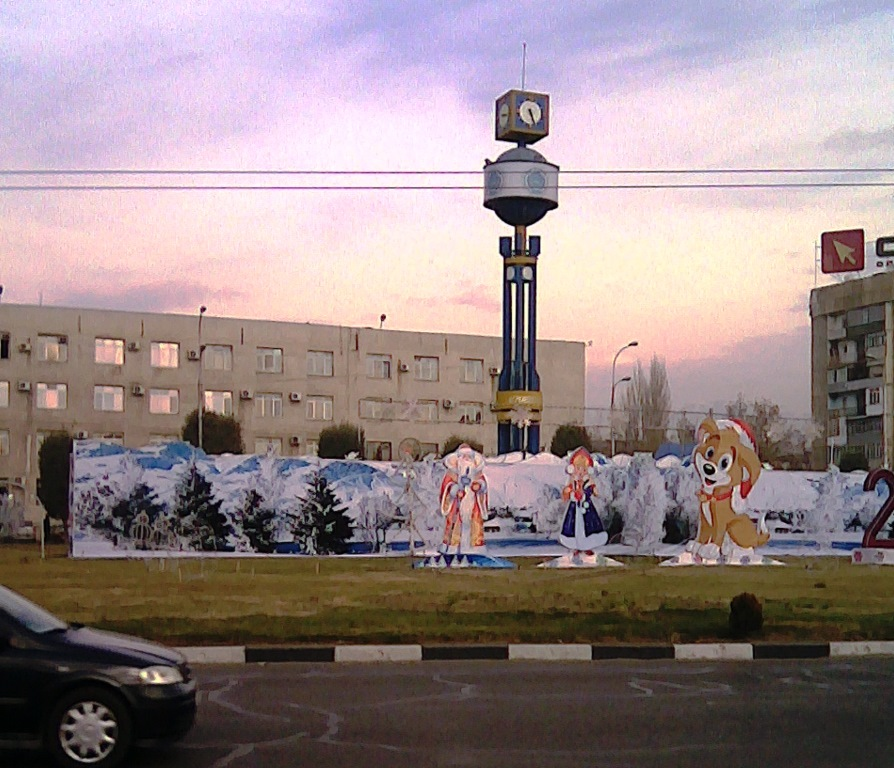
Площадь имени Карабаева

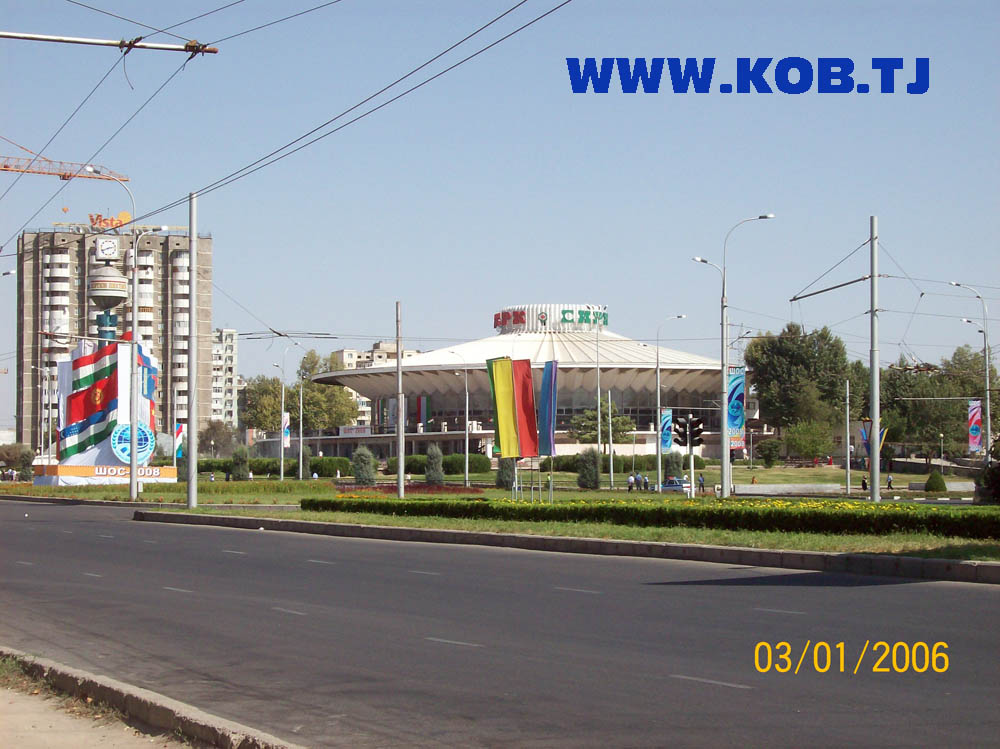
Таджикский цирк — вид с площади

Площадь имени Карабаева — площадь в городе Душанбе. Расположена на пресечении проспекта Негмата Карабаева (идущей от одноименной площади в южном направлении) и проспекта имени Саади Шерази, идущего с востока на запад.

## Характеристика
На площади расположены: здание Таджикского национального цирка (юго-восточный угол площади), республиканского суда (юго — западный угол) и протяженный корпус Таджикагроинвестбанка, замыкающий магистральную улицу Н. Карабаева по её оси. В центре, на оси улицы имени Н. Карабаева, в середине обширной площади, занятой ковровой зеленью, установлена динамичная объёмно-пространственная композиция из вертикально стоящих металлических рёбер с земным шаром, вокруг которого вращается пояс с рекламными надписями. Всю композицию завершают часы (вторые часы города на южной окраине) на плоскостях кубического объёма.

## История
Площадь создана в 1970-х годах, после строительства широкого 4-полосного магистрального проспекта имени Н. Карабаева (назван в честь первого Героя Советского Союза из Таджикистана Негмата Карабаева). Проспект расположен на правобережье города. В 2011—2012 годах была проведена реконструкция проспекта, расширены проезжая часть и тротуары, оборудованы остановки для городского транспорта.